# Гололобово (Брянская область)
Гололобово — село в Навлинском районе Брянской области в составе Синезёрского сельского поселения.

## География
Находится в восточной части Брянской области на расстоянии приблизительно 24 км на северо-запад по прямой от районного центра поселка Навля.

## История
Упоминается с XVII века, первоначально как сельцо. Бывшее владение Гавриловых, Сафоновых. В 1699—1701 годах построена деревянная Покровская церковь, в 1808 построено каменное здание (не сохранилось). В XIX веке работали винокуренный и лесопильный заводы. В середине XX века — колхоз «Новая жизнь». В 1866 году здесь (село Трубчевского уезда Орловской губернии) учтено было 48 дворов .

## Население
Численность населения: 377 человек (1866 год), 69 (русские 91 %) в 2002 году, 36 в 2010.